# Marleyella maldivensis
Marleyella maldivensis är en fiskart som beskrevs av Norman, 1939. Marleyella maldivensis ingår i släktet Marleyella och familjen flundrefiskar. Inga underarter finns listade i Catalogue of Life.